# David Veilleux
Pour les articles homonymes, voir Veilleux.
David Veilleux, né le 26 novembre 1987 à Cap-Rouge, au Québec, est un coureur cycliste canadien, actif dans les années 2000 et 2010. Il a notamment remporté les Trois vallées varésines en 2012, une étape du Critérium du Dauphiné et les Boucles de la Mayenne en 2013. 

## Biographie
En catégorie junior, David Veilleux remporte le Tour de l'Abitibi en 2005. Il passe ensuite en catégorie espoirs (moins de 23 ans). Il est champion du Canada de cette catégorie en contre-la-montre en 2006, 2007, 2008 et 2009, et en course en ligne en 2006 et 2007. En 2007, il est membre de l'équipe continentale américaine Jittery Joe's. Il rejoint l'année suivante une autre équipe américaine, Kelly Benefit Strategies. Avec elle, il gagne notamment le Tour de Pennsylvanie et le Tour of Elk Grove en 2008 et la Fitchburg Longsjo Classic et le championnat des États-Unis du critérium en 2010. Médaillé de bronze aux championnats panaméricains du contre-la-montre espoirs en 2009, David Veilleux participe quatre fois aux championnats du monde sur route dans la catégorie des moins de 23 ans entre 2006 et 2009. Au contre-la-montre, il est 50e en 2006, 34e en 2007, 20e en 2008 et 10e en 2009. Sur la course en ligne, il est 71e en 2006, 64e en 2007 et 62e en 2009.

### 2011 - 2013 Europcar
Il signe pour la saison 2011 dans l'équipe française Europcar. En parallèle, David Veilleux suit une formation ingénieur à l'Ecole Polytechnique de Montréal. Il gagne la Roue tourangelle après s'être extirpé du groupe de tête avec Anthony Delaplace. Il règle le sprint et le peloton passe la ligne d'arrivée 5 secondes après le duo. Il s'adjuge également le championnat du Canada du critérium, et se classe 3e du championnat du Canada du contre-la-montre. Il termine sa saison 2011 avec une première participation au championnat du monde sur route élite qui a eu lieu à Copenhague au Danemark. Il y prend la 19e place.
En 2012, Veilleux participe à l'échappée matinale d'une dizaine de coureurs sur Paris-Roubaix, se détachant du peloton au kilomètre 70 et se faisant reprendre 110 kilomètres plus loin. Il prend finalement la 47e place de l'épreuve, après avoir subi quelques problèmes mécaniques. Il passe bien près de participer au Tour de France pour la première fois de sa carrière mais ses directeurs sportifs en décident autrement et l'inscrivent comme deuxième remplaçant. Veilleux n'est pas amer et en juillet, il ouvre son compte en prenant la première place du prologue du Tour Alsace, un contre-la-montre par équipes. Il rencontre également le succès sur la course Mi-août en Bretagne, de catégorie UCI 2.2. Il gagne la première étape après avoir faussé compagnie à ses huit compagnons d'échappée et parcourt les 15 kilomètres restants en solitaire. Il protège son maillot de leader lors des 3 prochaines étapes et remporte le classement général de l'épreuve. 
Continuant sur son élan, il s'adjuge en août la course de catégorie 1.HC les Trois vallées varésines, étant couvert par son coéquipier Thomas Voeckler en tête de course. Il s'échappe avec une quinzaine de kilomètres à faire pour savourer le triomphe en solitaire. Avec cette opération, il gagne la Trittico Lombardo, les Trois vallées varésines étant la première étape de cette course dont le gagnant est déterminé d'après le classement final de trois courses. Veilleux se classe 49e de la deuxième épreuve, la Coppa Agostoni, et 24e de la dernière étape, la Coppa Bernocchi. Voeckler louange Veilleux en ces termes après son succès : « Il a réalisé un grand numéro. C'est clair qu'il a franchi un palier au niveau physique. J'apprécie son état d'esprit. Il veut toujours aller au combat. » En septembre, il forme avec Ryder Hesjedal, vainqueur du Tour d'Italie, Svein Tuft et François Parisien l'équipe canadienne qui dispute la course en ligne des championnats du monde sur route. Il en prend la 83e place.
En 2013, Veilleux se fait remarquer lors du Critérium du Dauphiné, enlevant la première étape en solitaire après avoir passé la journée dans l'échappée matinale. Il revêt le maillot de leader qu'il perdra lors du contre-la-montre de la quatrième étape. Peu après, il est annoncé par Europcar qu'il participera au Tour de France, devenant le premier natif du Québec à participer à la grande boucle. Entretemps, il s'adjuge le classement général des Boucles de la Mayenne.
Le 11 septembre 2013, après avoir participé pour les aux Grands Prix du Québec et de Montréal, il annonce qu'il met un terme à sa carrière de coureur cycliste professionnel, à 25 ans. Il déclare par ailleurs vouloir poursuivre ses études et fonder une famille : « Je me suis démarqué avec de nombreux résultats sur le circuit nord-américain et avec quelques victoires en Europe, dont une victoire d'étape sur le prestigieux Critérium du Dauphiné en France. J'ai participé à plusieurs monuments du cyclisme qui me faisaient rêver dans ma jeunesse, tel que Milan-San Remo, Paris-Roubaix, le Tour des Flandres, sans oublier les Championnats du monde. Et, pour couronner le tout, j'ai pu accomplir mon rêve le plus fou, soit de prendre part et de finir le Tour de France. »
Après sa carrière, il est ingénieur pour la compagnie Eddyfi Technologies, qui œuvre dans le nucléaire et la pétrochimie et continue à rouler pour le plaisir.

## Palmarès
| - 2004 - 2e du championnat du Canada du critérium juniors - 2005 - Classement général du Tour de l'Abitibi - 2e du championnat du Canada du critérium juniors - 3e du championnat du Canada du contre-la-montre juniors - 2006 - Champion du Canada sur route espoirs - Champion du Canada du contre-la-montre espoirs - 3e étape de la Coupe de la Paix - 2e du Chrono de Tauxigny - 2007 - Champion du Canada du contre-la-montre espoirs - 2008 - Champion du Canada sur route espoirs - Champion du Canada du contre-la-montre espoirs - Kelly Cup - 5e étape du Nature Valley Grand Prix - Tour de Pennsylvanie : - Classement général - 4e et 5e étapes - Classement général du Tour of Elk Grove - 2e du Wilmington Grand Prix - 2009 - Champion du Canada du contre-la-montre espoirs - 16e étape de l'International Cycling Classic - 3e du championnat panaméricain du contre-la-montre espoirs - 10e du championnat du monde du contre-la-montre espoirs | - 2010 - Calabogie Road Classic - Classement général de la Fitchburg Longsjo Classic - Tour de Delta : - Classement général - 2e étape - 3e étape de la Green Mountain Stage Race - 2e du Tour de Luzon - 2e du Tour of Elk Grove - 3e du Nature Valley Grand Prix - 2011 - Champion du Canada du critérium - Roue tourangelle - 3e du championnat du Canada du contre-la-montre - 2012 - Prologue du Tour Alsace (contre-la-montre par équipes) - Mi-août en Bretagne : - Classement général - 1re étape - Trois vallées varésines - Trittico Lombardo - 2013 - 1re étape du Critérium du Dauphiné - Classement général des Boucles de la Mayenne |  |

## Résultats sur les grands tours

### Tour de France
1 participation
- 2013 : 123e

## Classements mondiaux
| Année            | 2006 | 2007 | 2008 | 2009  | 2010  | 2011 | 2012 | 2013 |
| ---------------- | ---- | ---- | ---- | ----- | ----- | ---- | ---- | ---- |
| UCI America Tour | 149e | 130e | 25e  | 233e  | 193e  | 382e |      |      |
| UCI Europe Tour  |      |      |      | 1114e | 1012e | 325e | 61e  | 272e |